# 朝九晚五 (1980年電影)
《朝九晚五》（英語：9 to 5，片頭字幕風格化為）是一部1980年的美國喜劇電影，由科林·希金斯執導，希金斯和Patricia Resnick編劇。主演是珍·芳達、莉莉·湯姆琳、桃莉·巴頓和達布尼·寇曼。電影講述了三個職業女性在職場和生活上的故事。
本片是美國票房第20高的喜劇電影。

## 演員
- 珍·芳達 飾演 Judy Bernly
- 莉莉·湯姆琳 飾演 Violet Newstead
- 桃莉·巴頓 飾演 Doralee Rhodes
- 達布尼·寇曼 飾演 Franklin M. Hart Jr.
- 斯特林·海登 飾演 Russell Tinsworthy
- 伊莉沙白·威森（英语：Elizabeth Wilson） 飾演 Roz Keith
- 亨利·瓊斯（英语：Henry Jones (actor)） 飾演 Mr. Hinkle
- 勞倫斯·普萊斯曼（英语：Lawrence Pressman） 飾演 Dick Bernly
- 瑪麗安·默瑟（英语：Marian Mercer） 飾演 Missy Hart
- Ren Woods（英语：Renn Woods） 飾演 Barbara
- 諾瑪·唐納森（英语：Norma Donaldson） 飾演 Betty
- Roxanna Bonilla-Giannini 飾演 Maria Delgado
- 佩吉·蒲柏（英语：Peggy Pope） 飾演 Margaret Foster
- Ray Vitte 飾演 Eddie Smith
- Jeffrey Douglas Thomas 飾演 Dwayne Rhodes

## 外部連結
- 互联网电影数据库（IMDb）上《9 to 5》的资料（英文）
- AllMovie上《9 to 5》的资料（英文）